# Sphallenopsis pilosovittata
Sphallenopsis pilosovittata là một loài bọ cánh cứng trong họ Cerambycidae.